# Сіньюй
Сіньюй (кит. спр. 新余市, піньїнь: Xīnyú Shì) — місто-округ в східнокитайській провінції Цзянсі.

## Географія
Сіньюй розташовується у західній частині провінції.

### Клімат
Місто знаходиться у зоні, котра характеризується вологим субтропічним кліматом. Найтепліший місяць — липень із середньою температурою 29.7 °C (85.5 °F). Найхолодніший місяць — січень, із середньою температурою 6.2 °С (43.2 °F).
| Клімат Сіньюя           | Клімат Сіньюя | Клімат Сіньюя | Клімат Сіньюя | Клімат Сіньюя | Клімат Сіньюя | Клімат Сіньюя | Клімат Сіньюя | Клімат Сіньюя | Клімат Сіньюя | Клімат Сіньюя | Клімат Сіньюя | Клімат Сіньюя | Клімат Сіньюя |
| Показник                | Січ.          | Лют.          | Бер.          | Квіт.         | Трав.         | Черв.         | Лип.          | Серп.         | Вер.          | Жовт.         | Лист.         | Груд.         | Рік           |
| Середня температура, °C | 6,2           | 7,5           | 12            | 18,1          | 23            | 26,3          | 29,7          | 29,4          | 25,4          | 19,8          | 13,9          | 8,5           | 18,3          |
| Норма опадів, мм        | 63.3          | 107.5         | 162.6         | 231           | 253.3         | 245.3         | 126.5         | 115.2         | 79.5          | 77.5          | 68.1          | 47.6          | 1577.4        |
| Днів з опадами          | 12,8          | 14,4          | 18,8          | 19,2          | 18,2          | 15,5          | 9,7           | 10,2          | 9,2           | 10,8          | 10,8          | 11,1          | 160,7         |
| Вологість повітря, %    | 76.3          | 80.5          | 81.6          | 81            | 79.4          | 80.1          | 72.6          | 73.2          | 75.1          | 74.7          | 75.5          | 73.8          | 77            |
| ----------------------- | ------------- | ------------- | ------------- | ------------- | ------------- | ------------- | ------------- | ------------- | ------------- | ------------- | ------------- | ------------- | ------------- |
| Джерело: Weatherbase    |               |               |               |               |               |               |               |               |               |               |               |               |               |